# Linea di successione al trono di Jugoslavia e di Serbia

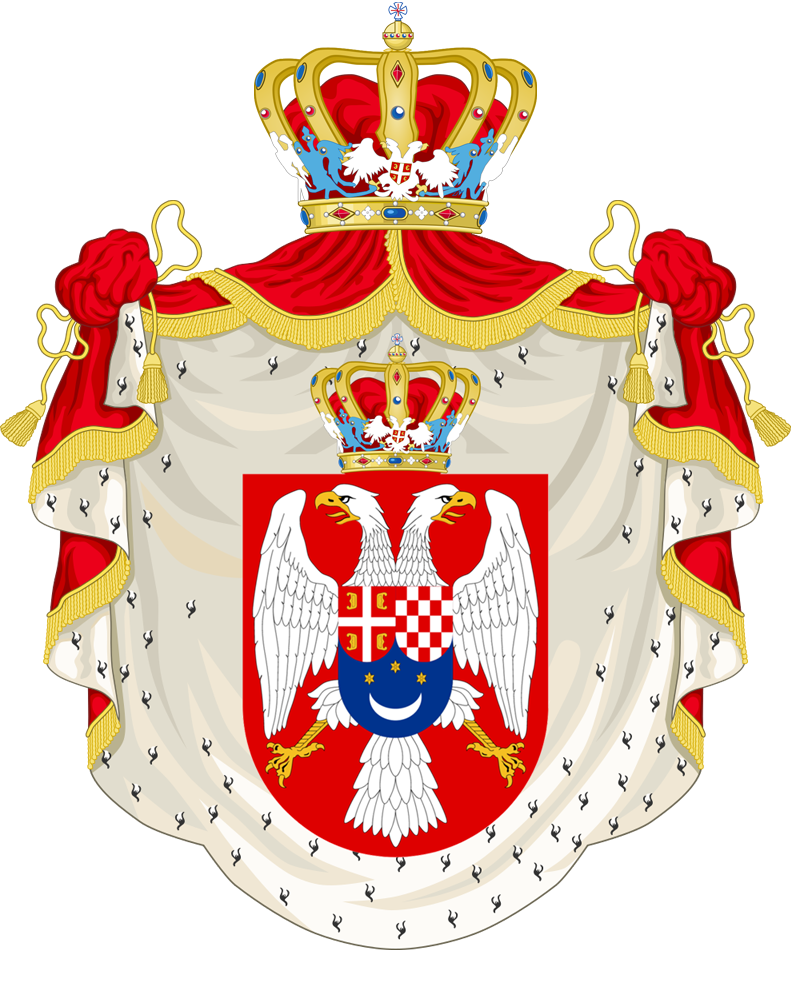
Lo stemma della monarchia jugoslava

Lo stemma della monarchia serba

La linea di successione al trono di Jugoslavia e di Serbia segue il criterio della legge salica.
Il Regno di Jugoslavia, erede del Regno di Serbia, esistette fino al 1945 (de jure), e fino al 1941 (de facto), anno in cui venne smembrato a seguito dell'invasione italo-tedesca nell'ambito della seconda guerra mondiale. L'attuale pretendente al trono è sua altezza reale il principe Alessandro II di Jugoslavia, il quale, però, non può essere considerato pretendente per la corona jugoslava, in quanto la Jugoslavia non esiste più dal 2003.

## Linea di successione
La linea di successione al principe Alessandro è attualmente:
1. Sua altezza reale il principe Pietro di Jugoslavia, nato nel 1980 (ha rinunciato ai suoi diritti di successione).
2. Sua altezza reale il principe Filippo di Jugoslavia, nato nel 1982.
3. Sua altezza reale il principe Alessandro di Jugoslavia, nato nel 1982.
4. Sua altezza reale il principe Nicola di Jugoslavia, nato nel 1958.
5. Sua altezza reale il principe Giorgio di Jugoslavia, nato nel 1984.
6. Sua altezza reale il principe Michele di Jugoslavia, nato nel 1985.
7. Sua altezza reale il principe Carlo Vladimiro di Jugoslavia, nato nel 1964.
8. Sua altezza reale il principe Dimitri di Jugoslavia, nato nel 1965.